# 機動戦士ガンダム ムーンクライシス
『機動戦士ガンダムムーンクライシス』（きどうせんしガンダム ムーンクライシス、Mobile Suit Gundam mooncrisis）は、アニメ作品群『ガンダムシリーズ』を題材にした松浦まさふみの漫画作品。

## 概要
1993年から1994年まで雑誌「MS SAGA」に連載され、メディアワークスより1995年1月30日に全1巻で発売された。その後、同社の電撃コミックスより1997年11月15日に上巻、1998年1月15日に下巻の2巻構成で再刊されている。
本作は同作者の漫画『アウターガンダム』『機動戦士ガンダムReon』と同様、公式設定が厳密に用いられる前に発表された作品であり、現在の宇宙世紀シリーズとは異なる独自解釈の時代設定のもとで描かれている（詳細はアウターガンダム#概要を参照）。関連するキャラクターも登場するがストーリーに目立った繋がりはなく、あくまで独立した作品となっている。なお、アニメシリーズのガンダム作品に登場するキャラクターのその後も描かれているが、公式設定というわけではない。
物語は、人類にとって欠かすことのできなくなった月が崩壊の危機に瀕した状態で繰り広げられる内容で、宇宙世紀0100年という節目を目前にネオ・ジオンが終局を迎えるという、宇宙世紀最大の勢力であるジオンの幕引きを描いた作品である。あとがきによると、本作の原点はデズモンド・バグリィやアリステア・マクリーンによる冒険小説であると語られている。いわゆるボーイ・ミーツ・ガール的な物語でもあるが、他のガンダムシリーズと同じように多くの課題を残す要素を持っている。
なお、電撃コミックス下巻には、同作者による本作の外伝や、一年戦争や未来世紀を舞台にした短編漫画が収録されている（詳細については後述）。

## ストーリー
宇宙世紀0099年、地球連邦軍タクナ・S・アンダースン准尉は、衛星軌道上に配備されている宇宙母艦「ベクトラ」にΖ>（ゼータプロンプト）のパイロットとして配属された。
第二次ネオ・ジオン抗争が終結してから6年、何事もなく平穏に過ぎていた世界は、たった1隻のベクトラだけで全宇宙軍と戦争をできるほど軍縮が進み、この地球防衛機関最後の砦といえるベクトラでさえも、ティターンズ化の恐れや、散発するテロリズムの被害額よりも経費がかかるという理由から寧艦案が内定するなど、連邦軍の腐敗・衰退は急速に進みつつあった。
その中で、Ζシリーズの新型機Ζプルトニウスのパイロット候補に選ばれているタクナは、飛行機で移動する連邦大統領の高高度護衛の任務に就く。単なる護衛任務であったが、発進直前にスクランブルコールが鳴り響き、大統領機がミサイルによって攻撃されたという連絡を受ける。
この事件を皮切りに、世界は人類の存亡すら賭けた戦いへ突入していく。

## 登場人物

### 地球連邦軍
タクナ・新堂・アンダースン
本作品の主人公。20歳。連邦宇宙軍准尉（後に少尉）でΖ>（ゼータプロンプト）のパイロット。レスキュー隊志願であったが、その操縦技術を買われ宇宙軍入りする。ミネバの乗ったスペースボートの危機を感じ取ったり、強化人間のタウ・リンと互角に渡り合ったりと、戦いの中でニュータイプの才能を開花させたと見られる描写がなされている。
両親はジオン残党のテロによって失っている。養父のことは「アンダーソンさん」と呼んでいたが、のちに「お義父さん」と呼ぶようになった。
ロウ・シン
ベクトラ艦長、50歳。連邦宇宙軍大佐。真面目だが時に下す大胆かつ勇気ある決断と温厚な性格で、艦内の皆に慕われている。また、彼の方もMSパイロットの能力や艦のスタッフの技量を信頼しており、ベクトラや新型機導入に関するマスコミのバッシングを一蹴。月を守れるのがベクトラしか無いと判明したため軍規を破り更に武装封印された丸腰のままでも月へ急行させるなど、やや無謀ながらもいざというときの決意を間違わない。
フョードル・クルムキン
地球低軌道艦隊司令兼ベクトラ司令、62歳。連邦宇宙軍准将。
寧艦が決まっていたベクトラが、月防衛のために無断で軌道離脱を行った軍規違反により処罰されるのを防ぐため、議会の説得に向かう。また、戦略学校の校長でもあり、BC兵器の権威である。本作の後日譚にあたる『機動戦士ガンダムReon』にも登場する。
タイラント
連邦宇宙軍少尉。タクナのバディ。ダブリン出身。搭乗機はΖプラス。
甲板長
本名不明。ベクトラのスタッフの一人だが、裏の顔は連邦軍に潜り込んでいたドズル・ザビ配下の草（土着のスパイ）。連邦そのものに対しては不明だが、ベクトラのスタッフに対しては、敵意や憎しみといった負の感情は皆無だったことが自決直前の台詞からも窺える。メイファを逃した後、拳銃自決を遂げた。自らの立場を使えばもっと有利に事を進められたにも拘らず、メイファを逃がしたこと以外は敢えて何一つとして行動を起こさなかったことからも誠実な人柄で、クルムキンやロウ・シンからはその死を惜しまれた。
ベクトラ
艦ベクトラのマスコット犬。パイロットたちは出撃前に頭をなでることをラッキージンクスにしている。メイファことミネバが、ウモン、サイデイを失ったことで心神喪失状態に陥ったときに、回復のきっかけとなる。

### ネオ・ジオン
メイファ・ギルボード
本作品のヒロイン。19歳。ネオ・ジオン軍の主権を握る女性で、その正体はザビ家最後の一人、ミネバ・ラオ・ザビその人である。タウ・リンに身柄を狙われ、脱出ポッドで漂流していた所をタクナによって救われる。戦闘終盤に戦域のネオ・ジオン兵に自らの名を明かし、撤退を呼びかける。最後はタクナと共に地球に降りている。
後年の『機動戦士ガンダムUC』など、他作品に登場する成長したミネバと比べて、幾らか庶民的な性格・言動をしている（特に口調はいわゆる「育ちの良いお嬢さん」程度）が、その一方でジオン再興に積極的な態度を取り、弱体化した戦力を補うためにやむを得ずとはいえ、人民が納得するならばテロリストとの結託という汚い過程を踏むことも辞さないかのような一面も示している。
ベルム・ハウエル
ネオ・ジオンの統率者で、元ジオン公国の参謀。タウ・リン率いるヌーベルエゥーゴと共謀し、メイファを擁してジオン再興を目論む。後に地球連邦軍より奪取したレウルーラに座乗する。タウ・リンのことはテロリストと信用しておらず、メイファが彼の手に落ちたと思われた際には激昂している。最後はザビ家の人間として殉じようとしたメイファに対し、「メイファ・ギルボードはミネバのクローンの一人に過ぎない」と説得、自らは部下とともにレウルーラと運命を共にした。
ウモン、サイデイ
南極からアクシズまでの移動の際に、メイファの護衛として付けられた2人。タウ・リンの反逆の際に盾となってメイファを守り抜く。しかし奮闘空しく大気圏で燃え尽きる直前、救難信号を受け駆け付けたタクナのΖプロンプト（＝ガンダム）に因果を感じながら、彼にメイファを託し死亡した。

### ヌーベルエゥーゴ
タウ・リン
過激派組織「ヌーベルエゥーゴ」の統率者。強化人間であり、かなり歪んだ好戦的な性格である。アースノイドではあるが、宇宙へ上がれなかった下層民の出自。唯一の肉親である姉を警官に殺され(無謀運転の交通事故被害だが貧民であるため無視され、周囲に医者を呼ぶように頼んだが「医者は金が無いと診てくれないぞ」「コロニーならツバぐらいつけてくれたかもな」と言われ黙って見取るしかなかった)、このことが地球連邦政府への極端な憎しみを抱くきっかけとなった。そのせいかヌーベルエゥーゴは、40バンチ事件や一年戦争初期のブリティッシュ作戦などで家族を失った者など、出自を問わず連邦政府やジオンに深い恨みを持つもので構成されており、連邦側にもシンパがいる。同組織がネオ・ジオンと共同で起こした月面シッガルト発電基地の占拠を始めとするクーデターの最中に策を弄し、反乱後に人民を扇動するためにジオンの象徴であるミネバを狙う。内心では全ての人類に憎悪を抱いており、旧ジオン時代に計画された月に地震を発生させ月を崩壊させる「ハインライン計画」を実行することで世界を滅ぼそうとした。名前の由来は、中国奥地の古い言葉で「金の鷹の眼」から。

### 民間人・その他
リャン・レイホン
SCNN報道第2局局長。同作者の漫画『アウターガンダム』から登場。
ジャック・ウッドワード
敏腕プロライター。『アウターガンダム』から登場。
アド・ガーンズバック
宇宙警察機構のパトロール艦「ヘルホーク」艦長。元ジオン公国軍人。『アウターガンダム』から登場。
エファ・ガラドリアル
同機構・高速探査艦「フールガータ」艦長。元ジオン公国軍人で一年戦争時、MS-19Nカタールのパイロットを務め、その後ガーンズバックの養女になった模様。『アウターガンダム』から登場。
ラナフ・ギャリオット
連邦議会監査官。政府高官の母を持ち、秀でた才能を買われベクトラの監査官として搭乗している。艦内で唯一銃を携帯できる権利を持ち、ベクトラの非常事態にはあらゆるオプションを作動できる権限を持つ。年下好みかは不明だが、メイファの見舞いにいくか迷うタクナに「裏切者」と呟くなど、タクナにひとめぼれはしていたようである。タクナとメイファが良い仲になったことを知り「足りなかったのは若さだけよッ」と溢す。本作の後日譚にあたる『機動戦士ガンダムReon』にも登場する。
レイニー・ゴールドマン
地球連邦代表大統領、58歳。一年戦争でのコロニー落としの戦災者で、その際に母親を「生きたまま焼かれた」形で失っている。当人はガレキの下敷きになることで難を流れるが、ガレキで身動きが取れず、焼け死ぬ母親を見続けることになり心に深い傷を負う。また、ガレキからはみ出していた左腕は炎に焼かれ、酷いやけどが残っているが、恨みを忘れないためにか、あえて治療していない。ストーリーの項にある、連邦軍の急速な軍備縮小は彼の政策によるものであるが、今回の事件に対処するだけの最低限の兵力さえも削いでしまう事態を招いてしまった。
事件発生後は事態の重さを痛感。ロウ・シンにスペースノイドへの憎悪を吐露しながらも、大統領権限でベクトラの出撃を許可。自らも過去の遺恨を超えて解決に全力を尽くそうとするが、守旧的な官僚達と保身に走る議員たちに阻まれ、対策が後手に回る。事件終了後、ジオン共和国サイド3を訪れ全人類の共生を語った。タウ・リンとは対であり対極にあるキャラクターである。
ブライト・ノア
『機動戦士ガンダム 逆襲のシャア』で指揮を執ったラー・カイラムにて、引き続きロンド・ベル隊らしき部隊の指揮を執っている。だが、あくまで「戦闘待機のみ」を命じられ、司令部に抗議するも一蹴される。部下からは「また貧乏くじを引かされましたな」と揶揄され、「もう慣れた」と自嘲している。
カミーユ・ビダン
月面都市フォン・ブラウンで、ファ・ユイリィと共に医者として登場。起こり得る混乱（急患の発生）に対応する準備を進める。
ジュドー・アーシタ
木星ヘリウム3採集船団団員として事件後に登場。ルー・ルカやビーチャ・オーレグらしき人物も登場している。
メラニー・ヒュー・カーバイン
ヌーベルエゥーゴのスポンサーとして暗躍するが、タウ・リンの裏切りによって計画が御破算となる。

## 登場兵器
前述のように本作は独自解釈の時代設定であり、登場するMSの主体は、Ζシリーズを主軸とする一般的にMS第三世代といわれている可変モビルスーツ（TMS）であり、第四世代といわれ宇宙世紀0093年代の主役と謳われたサイコミュ搭載型MSは舞台裏に回っているのが特徴である。

### オリジナル
MSZ-006PL1 Ζプルトニウス
地球連邦軍のTMS。宇宙世紀0095年発注、0099年配備。本作における設定では実に8年ぶりの新型可変機とされている。
従来のTMS機特有の脆弱さを補うために大型化が図られており、可変機構の見直しに加え関節強度強化や高出力ジェネレーターの搭載により、両形態時において高い強靭さと死重量の低減を獲得した。また、設備の充実さよりも防御と速度を重視した設計思想により、死重量となりがちなオプションを含めた過剰兵器などを極力排除しているのも特徴。
全身に近接近フィールドを備えており、桁外れの防御力を有する。これは装甲近くに瞬間的にビームフィールドを張ることで、敵兵器の弾道を逸らしたり、エネルギーを拡散させたりする防御装備で、その防御力はバズーカの直撃を受けても全くものともせず、戦艦の主砲を防ぐビームバリアすら突き抜けるほどだが、Iフィールドジェネレーターの利用によって成立しているため、アンチフィールドシステムの影響を受けるとMS自身の駆動が妨げられてしまう欠点がある。
武装は諸元のものに加え、復刊版コミックス第2巻の表紙ではビームスマートガンと思わしき大型の銃器を装備している。また、テールスタビライザービームはWR時にはノーズビームとなる。
なお、WR時にはシールドは縦に折り畳まれ股間部前面にマウントされ垂直尾翼に。ビーム・ライフルは股間下部に吊り下げられ後方に砲身を向けて固定される。BRが耐熱装甲に覆われていないが、大気圏突入描写が無い為この状態のまま突入するかは不明。
MSZ-006P Ζ>（ゼータプロンプト）
ΖシリーズのTMS。変形機構が若干変更されており、股関節は左右に伸長せず前後にスライドする程度、肩部には耐熱装甲板が設けられウェーブバインダーの庇護下には入らない。テールスタビライザーはボックス状のランドセルに取って代わられている。その為WR時の全長が他のZ型に比べて若干長い。
低軌道艦隊「ベクトラ」用に再設計されたZシリーズ機であるが、予算縮小の煽りから可変機構等はΖプラスの物を流用しており脆弱性を継承している。そのため、重力下戦は苦手な「大気圏突入可能な機体」の枠を超えられず、大気圏突入を行うパイロット達からは専用の機体を求める声が多くあがった。これ受けてΖプラスシリーズの耐用限界に合わせて完全再設計された新型Z開発の許可が上層部に認められ、プルトニウスの配備に繋がる。
AMX-210 ヴォルテール
ヌーベルエゥーゴの大型TMS。無人機。ビームガン、ミサイル、実弾砲などを装備。有人機には出来ない強力な加速が可能。
グラン・ジオング
ネオ・ジオン/ヌーベルエゥーゴ共同軍の切り札であり、フラグマシン。ワンオフの強化人間専用重MS。マニピュレータの外側に大型のマニピュレータを備えているほか、全てのフィールド作用を抑え込む特殊対抗兵器「アンチ・ファンネル・システム」を搭載している。ジオングの後継機であるが、クィン・マンサやサイコガンダムなどの技術も踏襲している。武装は、頭部バルカン砲×4門、ビーム・サーベル×2、ミサイルポッド×2基、有線式クロー兼メガ粒子砲×2など。
無人機（ファントム）
ネオ・ジオン/ヌーベルエゥーゴ共同軍の無人兵器。アウーラに多数配備されている。武装は両腕のインコム化された2連ビーム砲。
なお、人工知能による無人機は『アウターガンダム』シリーズの独自設定であるが、本作品では脇役としての登場に留まっている。
ベクトラ級宇宙空母
ネオ・ジオン（アクシズ）戦役時、ネオ・ジオン軍の旗艦として活躍していたグワダン級超大型戦艦の設計データを元に、地球連邦軍が再設計・建造した超大型戦闘空母。地球低軌道艦隊唯一の戦力にして、宇宙軍最大の宇宙軍艦である。
本来は外惑星圏空母として建造されるが、強大な独立戦力となるのを保守派に危惧され、建造中に大統領命令による運用方針変更がなされた。搭載予定の12基のDD型ジェネレータは半数の6基へと減らされ、地球衛星軌道上にてプラットホーム化されてしまった。
連邦軍に於いて稀少なΖシリーズを多数配備する他、現行艦として唯一「戦略・戦術・戦場核」を搭載し、単艦で現行の連邦宇宙軍と渡り合える戦力を有する。連邦軍の権威の象徴とされているが、その実は「テロ等の被害額より維持費が高い」と荷物扱い。そのため、宇宙世紀0100年の節目において大軍縮を敢行予定の現・連邦大統領・ゴールドマンの尽力により、寧艦案が迫っていた。またその立場・能力ゆえに正規・不正規問わず多数の監査官が乗艦している。
発艦はリニアカタパルトで行う。搭載機種は、ＺプラスだけでなくＺＺも艦載している。
アウーラ級戦艦
ネオ・ジオン/ヌーベルエゥーゴ共同軍所属の戦艦。核パルスエンジンによる大気圏離脱能力を持ち、ラー・カイラム級の宇宙戦艦を一撃で撃沈可能な高出力ビーム砲を3門持ち、ベクトラの主砲斉射に耐える広域展開ビームバリアを備えるなど、強力な性能を誇る。グラン・ジオング他、無人機を多数搭載する。

### その他
| 地球連邦軍 - モビルスーツ - MSZ-006C1 ΖプラスC1型 - MSZ-006C4 ΖプラスC4型 - MSZ-010 ΖΖガンダム - RX-93 νガンダム（型はオリジナル型をしている） - RX-94 量産型νガンダム - RGM-89 ジェガン - RGM-89 ESMジェガン（強行偵察型ジェガン） - RGZ-91 リ・ガズィ - NRX-044 アッシマー - RGM-86R ジムIII - MSA-003 ネモ - 軍艦 - ラー・カイラム級 - クラップ級 - ビッグアイ級（雷眼） | ネオ・ジオン/ヌーベルエゥーゴ共同軍 - モビルスーツ - MS-05 ザクI - MS-06 ザクII - MS-06FZ ザクII改 - AMX-011 ザクIII - AMX-009 ドライセン - AMX-104 R・ジャジャ - AMX-015 ゲーマルク - AMX-014 ドーベン・ウルフ - AMX-017 量産型キュベレイ - AMS-119 ギラ・ドーガ - MSN-03 ヤクト・ドーガ - 軍艦 - レウルーラ - ムサカ |

## 電撃コミックス版に収録された短編
HIGH LANDERS
ムーンクライシス外伝作品。タクナがベクトラ勤務着任3日後の出来事を収録。
機動戦士ガンダム 敵中逃亡者
一年戦争時の物語。連邦の作戦に引っかかり、連邦制圧地域の中心に落ちたザクにスポットを当てた作品。
機動武闘伝Gガンダム 硝煙の果て
ネオベルギーを通りかかったネオジャパン一行が、すでに敗れたネオベルギー代表（ガンダムファイター：ジョン・ブローニング/モビルファイター：ブローニングガンダム）にガンダムファイトを要求される。